# Porl Thompson
Paul Stephen Thompson (Wimbledon, 8 de novembro de 1957) foi guitarrista da banda inglesa The Cure. Possui dois apelidos da qual pode ser chamado: Pearl ou Porl. Criou a Parched Art com Undy Vella. Foi guitarrista dos Malice e Easy Cure que são projectos embrionários do Cure. Saiu no inicio do The Cure, regressando em 1983, mas novamente saiu em 1993 para ingressar em outros projectos. Em 2005 regressou novamente ao Cure, ficando até 2010, deixando a banda outra vez. É casado com uma irmã de Robert Smith, Janet Smith. Antes de retornar ao Cure em 2005, fez parte da nova banda que acompanhou Robert Plant e Jimmy Page, ambos ex-membros do Led Zeppelin. Tocou também no projecto Babacar, de outro ex-membro do The Cure, o baterista Boris Williams. Entrou para o Rock and Roll Hall of Fame como membro do grupo em 2019.